# 菊目
菊目（学名：Asterales）是被子植物雙子葉植物下的一個目。有11個科，分佈於全世界，草本，稀為喬木或灌木。菊科是本目的第一大科，約有32000多種，桔梗科是第二大科，約有2000多種，其餘的九個科合計少於500種。菊科和桔梗科這二個科分佈於全世界，主要分佈於北半球，少部份分佈於澳洲及其附近地區或南美洲。

## 演化與生物地理
菊目可能是起源於白堊紀的岡瓦納古陸，約在現今的澳洲與亞洲地區。雖然現存的種類大多數是草本植物，據調查研究顯示，本目的共同祖先可能是木本植物。菊目的化石證據很稀少，而且是屬於較近代的化石，所以要推測菊目出現的確切年代是很困難的。本目已知的化石，有漸新世時期菊科和草海桐科的花粉化石，及漸新世與中新世時期睡菜科和桔梗科的種子化石。

## 經濟用途
菊科的一些種類被栽培來做為食物，例如：向日葵或菊苣。也有一些種類可以做調味料與藥草。菊科與桔梗科的许多品种可以做觀賞植物，例如：六倍利、蓝目菊和玛格丽特等等。

## 分类
早期的分類系統（Cronquist system）在菊目下只有菊科一個科。APG系统（截至2016年的APG IV）中菊类有以下11个科。：
- 岛海桐科（Alseuosmiaceae）
- 雪叶木科（Argophyllaceae）
- 菊科（Asteraceae）
- 萼角花科（Calyceraceae）
- 桔梗科（Campanulaceae）
- 草海桐科（Goodeniaceae）
- 睡菜科（Menyanthaceae）
- 五膜草科（Pentaphragmaceae）
- 石冬青科（Phellinaceae）
- 卢梭木科（Rousseaceae）
- 花柱草科（Stylidiaceae）